# Louis Romand
Louis Felix Romand (* 16. Mai 1934 in Les Rousses, Département Jura; † 19. Juni 2000 in Morez, Département Jura) war ein französischer Skilangläufer und Biathlet. Er nahm 1968 an den Olympischen Winterspielen teil.
Louis Romand war wie sein Bruder Paul Romand bei der französischen Zollverwaltung beschäftigt und startete für deren Klub Le Ski Club des Douanes in Morez, zuvor war er dem Skiklub Skieurs Rousselands angeschlossen. Zusammen mit Victor Arbez und seinem Bruder Paul gewann er 1958 und 1959 den traditionsreichen Langlaufwettbewerb La coupe Gérard Montefiore um eine ursprünglich von Paul Landowski geschaffene Trophäe. Neben dem Skilanglauf begann er auch mit der noch jungen Sportart Biathlon und wurde dort in den französischen Nationalkader aufgenommen. Zum ersten Mal nahm Romand an Biathlon-Weltmeisterschaften in der Saison 1961/1962 teil. Im Einzelwettbewerb erreichte er Platz 32 unter vierzig Startern. Im Folgejahr wurde er 38. 1964 bei den Olympischen Spielen war er nicht Teil der französischen Mannschaft. Dafür belegte er bei der Weltmeisterschaft 1965 wieder den 32. Platz. Bei den Weltmeisterschaften 1966 in Garmisch-Partenkirchen kam Romand zu seinem einzigen Staffeleinsatz bei Weltmeisterschaften. In diesem Rennen, das erstmals Teil des offiziellen Programms war, begann er als Startläufer. Mit Daniel Claudon, Gilbert Mercier und Paul Romand als Schlussläufer kamen die Franzosen auf Rang sieben ein, das Einzel beendete er auf Rang 29. Sein bestes Weltmeisterschaftsergebnis hatte er bei seinem letzten Auftritt bei Weltmeisterschaften 1967, als er bester Franzose auf Platz 21 war. Bis 1966 war er immer gemeinsam mit seinem Bruder nominiert worden, war diesem jedoch immer unterlegen. Am nächsten kam er ihm bei den Weltmeisterschaften 1966, als Paul sich nur drei Plätze besser platzierte als Louis. 1968 startete Romand bei den Olympischen Spielen in Grenoble im Einzel über 20 km. Er platzierte sich direkt vor seinem Mannschaftskameraden Guy Duraffourg auf Platz 57 und war damit Drittletzter im Wettbewerb. Beide wurden daraufhin im folgenden Staffelrennen nicht eingesetzt, für Romand war es gleichzeitig der Abschied von der internationalen Bühne.